# Vuelta a Navarra
La Vuelta a Navarra es una competición ciclista por etapas que se disputa en la Comunidad Foral de Navarra, en España. 
A lo largo de su historia ha tenido tanto carácter profesional como amateur. Desde la creación de los Circuitos Continentales UCI en 2005 y hasta el 2008 perteneció a la categoría UCI 2.2. (manteniéndose, al igual que antes de dicha fecha, en la última categoría del profesionalismo) pudiendo correr equipos aficionados y Continentales. En el 2009 volvió a ser una carrera de carácter nacional de categoría amateur.
Actualmente se disputa sobre cinco etapas y se celebra a finales del mes de mayo (seis etapas hasta 2008). La última etapa tiene final en Pamplona.
Se disputa desde 1941 y Julián Berrendero fue el primer vencedor. El ciclista que más veces ha ganado la prueba es el español Mariano Díaz Díaz, con tres consecutivas.

## Palmarés
| Año                    | Ganador                       | Segundo                   | Tercero                     |
| ---------------------- | ----------------------------- | ------------------------- | --------------------------- |
| 1941                   | Julián Berrendero             | José Jabardo              | Delio Rodríguez             |
| 1942-1954 No disputada |                               |                           |                             |
| 1955                   | Antonio Jiménez Quiles        | Emilio Hernán             | Jesús Madrazo               |
| 1956-1961 No disputada |                               |                           |                             |
| 1962                   | Antonio Blanco Martínez       | José Suria                | José Manuel Lasa            |
| 1963                   | Mariano Díaz                  | Francisco Martí Moreno    | José Manuel Lasa            |
| 1964                   | Mariano Díaz                  | Juan García Such          | Juan María Azcue            |
| 1965                   | Mariano Díaz                  | Txomin Perurena           | José Luis Uribezubia        |
| 1966                   | Juan Daniel Perera            | Jose Enrique Cifuentes    | Salvador Canet García       |
| 1967                   | José Antonio González-Linares | Miguel María Lasa         | José Alba Montiel           |
| 1968                   | José Suria                    | José Luis Galdamez        | Germán Martín Saez          |
| 1969                   | Lucien van Impe               | Juan Zurano               | Ernie De Blaere             |
| 1970                   | Andrés Oliva                  | José Pesarrodona          | José Casas                  |
| 1971                   | Jose Luis Viejo               | Fernando Plaza            | Martin Martínez             |
| 1972                   | Carlos Ocaña Crespo           | Jaime Huélamo             | Javier Mínguez              |
| 1973                   | Enrique Martínez Heredia      | Antonio Vallori           | Juan Pujol Pagés            |
| 1974                   | Santiago Segú Soriano         | Anastasio Greciano        | Rafael Ladrón de Guevara    |
| 1975                   | Eulalio García                | Antonio Prieto Lozano     | Miguel Verdera              |
| 1976 No disputada      |                               |                           |                             |
| 1977                   | Anastasio Greciano            | Miguel Gutiérrez          | Ángel López del Álamo       |
| 1978 No disputada      |                               |                           |                             |
| 1979                   | Guillermo de la Peña          | Jesús Rodríguez Magro     | Juan Carlos Alonso Derteano |
| 1980                   | Francis Garmendia             | Luis Vicente Otin         | Mikel Ugartemendia          |
| 1981                   | Iñaki López Arregi            | René Bajan                | Julián Gorospe              |
| 1982                   | Antônio Silvestre             | Eduardo González Salvador | Juan Alberto Reig           |
| 1983                   | Oleg Petrovich Chuzhda        | Peio Ruiz Cabestany       | Andrei Toporichev           |
| 1984                   | Álvaro Fernández Fernández    | Miguel Induráin           | Manuel Guijarro Doménech    |
| 1985                   | Jean-Claude Ronc              | Roque de la Cruz          | Emilio García Pérez         |
| 1986                   | Carlos Muñiz Menéndez         | José Luis Morán           | Jesús Montoya               |
| 1987                   | Gabriel Roberto Sabbiao       | Gregory Dwiar             | Jaime Tomás                 |
| 1988                   | Dimitri Zhdanov               | Scott Sunderland          | Vladislav Bóbrik            |
| 1989                   | Francisco Ignacio San Román   | Luis Miguel Guerra        | José Luis Díaz Díaz         |
| 1990                   | Roberto Lezaun                | Javier Lazpiur            | Santiago Crespo             |
| 1991                   | Alfredo Irusta Sampedro       | Danny Alaerts             | Ignacio Duque               |
| 1992                   | Agustín Sagasti               | Manuel Fernández Ginés    | José Luis Arrieta           |
| 1993                   | Óscar López Uriarte           | Alfonso Roberto Rodríguez | Miguel Ángel Peña Cáceres   |
| 1994                   | Santi Blanco                  | Javier Pascual Rodríguez  | Manolo Beltrán              |
| 1995                   | Serguéi Ivanov                | Brett Dennis              | Oleg Timofeev               |
| 1996                   | Chente García Acosta          | Christophe Paulvé         | David Cancela Matellano     |
| 1997                   | Artur Babaitsev               | José Francisco Jarque     | Carlos Sastre               |
| 1998                   | Eduard Gritsun                | Mikel Artetxe             | Bram de Groot               |
| 1999                   | Óscar García Lago             | José Urea                 | Patxi Vila                  |
| 2000                   | Carmelo Maurici               | Dimitri Parfimovitch      | Gustavo Toledo              |
| 2001                   | Julen Fernández Vijandi       | Egoi Martínez             | Juan Gomis                  |
| 2002                   | Alberto Hierro Seco           | Dionisio Galparsoro       | Iñigo Urretxua              |
| 2003                   | Santiago Segú Pombo           | Balázs Rothmer            | Aketza Peña                 |
| 2004                   | Alexei Bugrov                 | Antonio Berasategi        | Jorge Nogaledo              |
| 2005                   | Pável Brutt                   | Juan Carlos López         | Francisco Gutiérrez Álvarez |
| 2006                   | Jesús Tendero                 | Pável Brutt               | Donato Cannone              |
| 2007                   | Maurizio Biondo               | Luis Roberto Álvarez      | Alekséi Shchebelin          |
| 2008                   | Diego Tamayo                  | Eriz Ruiz de Erentxun     | Valeriy Dmitriyev           |
| 2009                   | Francisco José Terciado       | César Fonte               | Thomas Lebas                |
| 2010                   | Víctor de la Parte            | Daniel Plaza Aira         | Daniel Díaz                 |
| 2011                   | Antoine Lavieu                | Yelko Gómez               | Adrián Alvarado             |
| 2012                   | Steve Bekaert                 | Tim Wellens               | Joseba del Barrio           |
| 2013                   | Antonio Molina Canet          | Higinio Fernández         | Miguel Ángel Benito         |
| 2014                   | Antonio Pedrero               | Jakub Kaczmarek           | Arnau Solé                  |
| 2015                   | Mikel Iturria                 | Jorge Arcas               | Fernando Barceló            |
| 2016                   | Richard Carapaz               | Jonathan Cañaveral        | Josu Zabala                 |
| 2017                   | Harm Vanhoucke                | Jaime Castrillo           | Óscar Pelegrí               |
| 2018                   | Francesco Romano              | Antonio Jesús Soto        | Óscar Linares               |
| 2019                   | Jefferson Cepeda              | Kobe Goossens             | Camilo Castro               |
| 2020-21 No disputada   |                               |                           |                             |
| 2022                   | Andrew Vollmer                | Harrison Wood             | Enekoitz Azparren           |
| 2023                   | Hugo Aznar                    | Simone Carrò              | David Delgado Higueruelo    |
| 2024                   | Álex Díaz                     | Iker Trigo                | Nil Gimeno                  |
| 2025                   | Unai Ramos                    | Iker Gómez                | Alejandro Granados          |

## Palmarés por países
| País                 | Victorias |
| -------------------- | --------- |
| España               | 40        |
| Rusia (incluye URSS) | 7         |
| Francia              | 3         |
| Bélgica              | 3         |
| Italia               | 3         |
| Brasil               | 2         |
| Ecuador              | 2         |
| Colombia             | 1         |
| Estados Unidos       | 1         |